# 「空色ユーティリティ」キャラクターソング・ミニアルバム
『「空色ユーティリティ」キャラクターソング・ミニアルバム』（そらいろユーティリティ キャラクターソング ミニアルバム）は、2025年2月19日にPONY CANYONから発売された、テレビアニメ『空色ユーティリティ』の主要人物３人で構成されたユニット「HAM」のミニアルバム。

## 概要
青羽美波（高木美佑）、茜遥（天海由梨奈）、星美彩花（後藤彩佐）の3人からなるHAMのミニアルバム。
ユニットソングが3曲、ソロ曲が3曲、インストゥルメンタルが6曲収録されている。
本アルバムの発売に先駆け、ソロ曲3曲が3週連続で先行配信された。
初回封入特典として、先行配信シングルのジャケットにキャストの複製サインが入ったキャラクターカード3種がランダムで1枚封入された。
また、本作の発売を記念したリリースイベントが、3月2日に行われた。

## 収録曲
| #         | タイトル                               | 作詞       | 作曲             | 編曲                       | 歌唱                    | 時間  |
| --------- | -------------------------------------- | ---------- | ---------------- | -------------------------- | ----------------------- | ----- |
| 1.        | 「First Step」                         | 土橋亜希   | ZENTA            | ZENTA                      | HAM                     | 3:45  |
| 2.        | 「My treasure!」                       | 片桐       | 片桐             | 佐藤厚仁                   | 青羽美波（CV:高木美佑） | 3:44  |
| 3.        | 「Play well!!!」                       | 北澤ゆうほ | 北澤ゆうほ       | 石倉誉之                   | 茜遥（CV:天海由梨奈）   | 4:06  |
| 4.        | 「Have a good Game」                   | すぅ       | すぅ・クボナオキ | クボナオキ・フクイチモトキ | 星美彩花（CV:後藤彩佐） | 3:44  |
| 5.        | 「Diary」                              | 土橋亜希   | ZENTA            | ZENTA                      | HAM                     | 4:28  |
| 6.        | 「ゲットまぢっく☆HAM式」               | フジ紗一莎 | daisuke horita   | daisuke horita             | HAM                     | 4:45  |
| 7.        | 「First Step」(Instrumental)           | 土橋亜希   | ZENTA            | ZENTA                      |                         | 3:45  |
| 8.        | 「My treasure!」(Instrumental)         | 片桐       | 片桐             | 佐藤厚仁                   |                         | 3:44  |
| 9.        | 「Play well!!!」(Instrumental)         | 北澤ゆうほ | 北澤ゆうほ       | 石倉誉之                   |                         | 4:06  |
| 10.       | 「Have a good Game」(Instrumental)     | すぅ       | すぅ・クボナオキ | クボナオキ・フクイチモトキ |                         | 3:44  |
| 11.       | 「Diary」(Instrumental)                | 土橋亜希   | ZENTA            | ZENTA                      |                         | 4:28  |
| 12.       | 「ゲットまぢっく☆HAM式」(Instrumental) | フジ紗一莎 | daisuke horita   | daisuke horita             |                         | 4:45  |
| 合計時間: | 合計時間:                              | 合計時間:  | 合計時間:        | 合計時間:                  | 合計時間:               | 49:04 |

## 楽曲解説
1. First Step
Blu-ray各巻の特典CDに、各メンバーによる本楽曲のソロVer.が収録されている[5]。
2. My treasure!
美波の鬱屈とした日々がゴルフを通じて仲間という人生の宝物を見つけて動き出す過程が表現された楽曲[6]。
作詞作曲を担当した片桐は「ゲーム好きな彼女の純粋な心、コロコロ変わる表情、まっさらな笑顔を思い浮かべながら描き上げました。」と語っている[7]。
3. Play well!!!
遥が好きで楽しんでいたゴルフが結果や周りからの期待、プレッシャーによって自分の存在を証明・評価するものになっていて、怖くなってしまう「挫折」について歌った楽曲[8][9]。
タイトルの「Play well」はゴルフを始める際の挨拶。
4. Have a good Game
年上でみんなから頼られる存在である彩花の、言いたくても言えないブルー(ネガティブ)な想いを空色(ポジティブ)に変えていける前向きな感情を現した楽曲[10][11]。
タイトルの「Have a good Game」は「Play well」と同様にゴルフ開始時の挨拶であり、他にも歌詞には「Nice shot」や「lie[注釈 3]」などのゴルフ用語が隠されている。
5. Diary
当初は青羽美波を主体とした楽曲だったが、収録中にレコーディングメンバーが茜遥を思い浮かべる楽曲だと感じたため、遥が主体の楽曲となった[12]。
Blu-ray各巻の特典CDに、各メンバーによる本楽曲のソロVer.が収録されている[5]。

## リリース日一覧
| リリース日    | レーベル    | 規格                   | 規格品番                     | 備考                     | 出典  |
| ------------- | ----------- | ---------------------- | ---------------------------- | ------------------------ | ----- |
| 2025年1月25日 | PONY CANYON | デジタル・ダウンロード |                              | 「My treasure!」先行配信 | [ 1 ] |
| 2025年2月1日  | PONY CANYON | デジタル・ダウンロード | 「Play well!!!」先行配信     |                          | [ 1 ] |
| 2025年2月8日  | PONY CANYON | デジタル・ダウンロード | 「Have a good Game」先行配信 |                          | [ 1 ] |
| 2025年2月19日 | PONY CANYON | CD                     | PCCG.02429                   |                          |       |